# Quem Tem a Resposta
Quem Tem a Resposta foi um programa de auditório exibido entre 1989 e 1990 pela extinta TV Corcovado, canal 9 do Rio de Janeiro.

## História
Era apresentado aos domingos pela manhã por José de Mesquita Bráulio. O programa seguia aproximadamente o modelo do Passa ou Repassa, quadro do Programa Silvio Santos do SBT: duas escolas eram convidadas no programa a se duelarem com perguntas e brincadeiras.
Mesquita Bráulio foi líder na década de 1970, da região da Praça Seca, no Rio de Janeiro. Passou a ser, posteriormente, dono do educandário SUSE. Foi vereador, em 1974, e deputado estadual entre 1976 e 1978. Mas perdeu a liderança nas eleições de 1982 para o vereador Rivadávia Correia Maia.